# Sertularia humilis
Sertularia humilis is een hydroïdpoliep uit de familie Sertulariidae. De poliep komt uit het geslacht Sertularia. Sertularia humilis werd in 1879 voor het eerst wetenschappelijk beschreven door Armstrong. 